# 120. østlige længdekreds
Den 120. østlige længdekreds (eller 120 grader østlig længde) er en længdekreds, der ligger 120 grader øst for nulmeridianen. Den løber gennem Ishavet, Asien, det Indiske Ocean, Australasien, det Sydlige Ishav og Antarktis.